# Нагрудный знак «За отличную службу в МВД СССР»
Нагрудный знак «За отличную службу в МВД СССР» — ведомственный знак отличия Министерства внутренних дел СССР. Учреждён приказом МВД СССР от 16 сентября 1985 года № 175 «О совершенствовании практики поощрения личного состава органов внутренних дел и внутренних войск». Награды удостаивались лица начальствующего состава советских органов внутренних дел, достигшие высоких показателей в служебной деятельности.

## Положение о знаке
Согласно Положению о знаке (приложение № 3 к Приказу МВД СССР от 16 сентября 1985 года «О совершенствовании практики поощрения личного состава органов внутренних дел и внутренних войск», им награждались «лица начальствующего состава органов внутренних дел за достижение высоких показателей в оперативно-служебной деятельности по охране общественного порядка, политико-воспитательной работе с личным составом, инициативу, смелость, самоотверженные действия, проявленные при исполнении служебного долга, в совершенстве овладевшие профессиональным мастерством, обладающие высокой культурой, постоянно повышающие свою служебную квалификацию, политический и общеобразовательный уровень, а также другие лица, оказывающие активное содействие органам внутренних дел в выполнении возложенных на них задач».
Награждение нагрудным знаком осуществлялось министром внутренних дел СССР, его заместителями, начальниками главных управлений и управлений МВД СССР, министрами внутренних дел союзных республик.
На сотрудников органов внутренних дел, представляемых к награждению знаком, составлялись подробные характеристики, которые согласовывались с политорганами, партийными организациями и представлялись по подчиненности на рассмотрение руководителей органов внутренних дел, пользующихся правом награждения знаком.
Вручение награды производилось должностными лицами, подписавшими приказ о награждении, или по их поручению руководящими работниками органов, подразделений, учреждений внутренних дел в торжественной обстановке на собраниях, совещаниях личного состава, слетах отличников. Вместе с самим знаком награждённому сотруднику вручалось удостоверение; в личное деле награждённого вносилась соответствующая запись о награждении.
Положением предусмотрено ношение знака «За отличную службу в МВД СССР» на правой стороне груди; располагается он ниже орденов в ряд слева направо после знака «Заслуженный работник МВД». Выдача дубликатов в случае утраты или порчи знака либо удостоверения к нему не предусматривалась.
В Положении также предусматривалось лишение знака «за порочащие проступки» руководителями органов внутренних дел, которым предоставлялось право награждения данным знаком.

## Описание
Нагрудный знак «За отличную службу в МВД» имеет форму овала, окаймлённого слева лавровой, справа дубовой рельефными ветвями. В нижней части знака поверх ветвей находится красная эмалевая вьющаяся лента с текстом «За отличную службу в МВД». По вертикали знак пересекает меч со щитом. На щите по центру рельефное изображение герба СССР. Основа знака выполняется из томпака с горячей красной эмалью по ленте. Щит с мечом выполняется из мельхиора и является накладным. Герб выполняется также накладным и изготавливается из томпака. Все элементы знака имеют выпуклую к середине форму. Знак крепится на винте.

## В России
После распада СССР награда, как отмечает исследователь М. А. Рогов, сохранилась в системе ведомственных наград Российской Федерации. Аналогичные знаки были также учреждены в министерствах внутренних дел Республики Татарстан и Северной Осетии.